# Lalani Tooy
Lalani "Lalko" Tooy (Brokopondo, 1 april 1999) is een Surinaamse voetballer die als aanvaller speelt voor SV Transvaal.

## Clubcarrière

### Acoconut & Leo Victor
Tooy begon te voetballen met jongens uit het dorp Nieuw Lombe toen hij zes jaar was. Voor hem maakte het niet uit dat zij ouder waren. “Ik speelde vaak met de grote jongens uit het dorp”, vertelt deaanvaller die ervan overtuigd is dat hij zich door zijn durf goed heeft ontwikkeld als voetballer.
Hijvoetbalde bij ACoconut uit  zijn eigen dorp en Leo Victor. Bij ACoconut speelde de aanvaller totdat hij op achttienjarige leeftijd de overstap deed naar Leo Victor. Daar verliep het niet zoals gepland. “De coronapandemie brak uit, kort nadat ik mij daar had aangesloten.” Het voetbal kwam hierdoor stil te liggen.  Tooy vindt dat jammer, omdat hij hierdoor niet heeft kunnen laten zien waartoe hij instaat was.

### Transvaal
Zijn overstap naar Transvaal kwam door Regillio Vroom die op het punt stond om Robinhood te verlaten voor Transvaal, waar hij assistent coach zou worden. Vroom benaderde Marcelo Amiemba en Tooy, beiden van Leo Victor, om ook over te stappen naar Transie. “Het antwoord was gelijk ja”, vertelt de spits. “En toen kwamen Vroom, Amiemba en ik samen bij Transvaal”, vertelt hij. Bij zijn huidige ploeg lijkt zijn droom werkelijkheid te worden.